# Ordina Open 2001 - Qualificazioni doppio maschile
Le qualificazioni del doppio maschile dell'Ordina Open 2001 sono state un torneo di tennis preliminare per accedere alla fase finale della manifestazione. I vincitori dell'ultimo turno sono entrati di diritto nel tabellone principale. In caso di ritiro di uno o più giocatori aventi diritto a questi sono subentrati i lucky loser, ossia i giocatori che hanno perso nell'ultimo turno ma che avevano una classifica più alta rispetto agli altri partecipanti che avevano comunque perso nel turno finale.
Le qualificazioni del doppio del torneo Ordina Open 2001 prevedevano 4 coppie partecipanti di cui una è entrata nel tabellone principale.

## Teste di serie
1. Sander Groen /  Aleksandar Kitinov (primo turno)

1. Paul Kilderry /  Dejan Petrović (ultimo turno)

## Qualificati
1. Daniel Vacek /  Dennis van Scheppingen

## Tabellone

### Legenda
| - Q = Qualificato - WC = Wild card - LL = Lucky loser | - ALT = Alternate - SE = Special Exempt - PR = Protected Ranking | - w/o = Walkover - r = Ritirato - d = Squalificato |

|  | Primo turno | Primo turno                         | Primo turno                         | Primo turno | Primo turno |  |  | Ultimo turno | Ultimo turno                        | Ultimo turno | Ultimo turno | Ultimo turno |  |
|  |             |                                     |                                     |             |             |  |  |              |                                     |              |              |              |  |
|  |             | Daniel Vacek Dennis van Scheppingen | Daniel Vacek Dennis van Scheppingen | 6           | 7           |  |  |              |                                     |              |              |              |  |
|  | 1           | Sander Groen Aleksandar Kitinov     | Sander Groen Aleksandar Kitinov     | 3           | 5           |  |  |              | Daniel Vacek Dennis van Scheppingen | 63           | 6            | 7            |  |
|  | 2           | Paul Kilderry Dejan Petrović        | Paul Kilderry Dejan Petrović        | 6           | 6           |  |  | 2            | Paul Kilderry Dejan Petrović        | 7            | 4            | 5            |  |
|  |             | Guillermo Cañas Tommy Robredo       | Guillermo Cañas Tommy Robredo       | 1           | 4           |  |  |              |                                     |              |              |              |  |